# Caverna de Qesem
A caverna de Qesem é um sítio arqueológico do Paleolítico Inferior 12 km a leste de Tel Aviv, em Israel. Os primeiros humanos ocupavam o local em 400 mil até c. 200 mil anos atrás. A caverna atraiu uma atenção considerável em dezembro de 2010, quando relatórios sugeriram que os arqueólogos israelenses e espanhóis haviam encontrado as primeiras evidências de seres humanos modernos. Blogueiros de ciências apontaram que a cobertura da mídia refletia imprecisa o relatório científico.

## Descrição
A caverna existe no calcário turoniano na cordilheira ocidental de Israel, entre as colinas de Samaria e a planície costeira de Israel.  Ele está localizado 90 metros acima do nível do mar.

## Data
A Caverna Qesem foi ocupada entre 420 e 220 ka, embora haja alguma incerteza quanto à data final.

## Artefatos
As ferramentas de pedra Qesem Cave são feitas de lascas. São principalmente lâminas, raspadores de ponta, furos e facas com suporte natural. Existem também flocos e martelos. Alguns dos horizontes contêm muitas lâminas e ferramentas relacionadas, mas estão ausentes em outras. Em 2019, pesquisadores descobriram evidências do armazenamento e do atraso no consumo de medula óssea animal na caverna. Os ossos eram usados como 'latas' que preservaram a medula óssea por um longo período, até a hora de tirar a pele seca, quebrar o osso e comer a medula.